# Sintula criodes
Sintula criodes är en spindelart som först beskrevs av Tord Tamerlan Teodor Thorell 1875.  Sintula criodes ingår i släktet Sintula och familjen täckvävarspindlar.
Artens utbredningsområde är Ukraina. Inga underarter finns listade i Catalogue of Life.